# Werner Hegemann
Werner Hegemann, född 15 juni 1881 i Mannheim, död 12 april 1936 i New York, var en tysk stadsplanerare, arkitekturkritiker och skriftställare.
Hegemann studerade arkitekturhistoria vid Sorbonne, Paris (1902-04), socialpolitik vid University of Pennsylvania, Philadelphia (1904-05) samt ekonomi i Strasbourg och München (1906-08). År 1909 var han ledare för den första internationella stadsplaneutställningen i Boston, 1910 generalsekreterare för den stora allmänna stadsplaneutställningen i Berlin och Düsseldorf. 
Under åren 1913-22 var han verksam i USA, där han bl.a. utförde stadsplanen för Oakland och Berkeley vid San Francisco. Han blev 1922 redaktör för "Wasmuths Monatshefte für Baukunst" och "Städtebau". Samtidigt skrev han böcker och artiklar i vilka han förespråkade för en ny politisk inriktning i Tyskland och samtidigt varnade för nazisterna. I samband med deras maktövertagande 1933 lämnade han Tyskland. Hans arbete Das steinerne Berlin brändes under bokbålen runt om i Nazityskland samma år. Hans viktigaste arbete är Der Städtebau (1913). Av hans övriga skrifter kan nämnas City Plan for Oakland and Berkeley, Civic Art, New York (i samarbete med Elbert Peets), Fridericus oder das Königsopfer (1924), Napoleon (1927), Der gerettete Christus (1928) och Das steinerne Berlin (1930). 
Från 1933 undervisade han vid New School for Social Research i New York och från 1935 i stadsplanering vid Columbia University, New York, där han publicerade sin sista bok City Planning Housing (1936).